# Risoluzione 1441 del Consiglio di sicurezza delle Nazioni Unite
La Risoluzione 1441 dell'ONU venne emessa l'8 novembre 2002 dal Consiglio di Sicurezza delle Nazioni Unite durante la 4644ª seduta.
In questa risoluzione l'Iraq fu invitato ad accettare incondizionatamente le precedenti risoluzioni del Consiglio di Sicurezza e gli venne data un'ultima possibilità di ottemperare ai propri obblighi riguardanti il disarmo di armi biologiche o biochimiche.
All'Iraq venne inoltre ingiunto di dare agli ispettori dell'ONU e della Agenzia internazionale per l'energia atomica (IAEA) un accesso pieno e incondizionato a tutti gli impianti di produzioni di armi.
All'Iraq venne posto il 15 novembre dello stesso anno come ultimatum per l'accettazione di questa risoluzione.
Il 13 novembre l'Iraq accettò la risoluzione. Quattro anni dopo aver lasciato il paese, tornarono a Baghdad gli ispettori dell'ONU sotto la guida di Hans Blix e Muhammad al-Barādeʿī.